# خلية فالتهارد

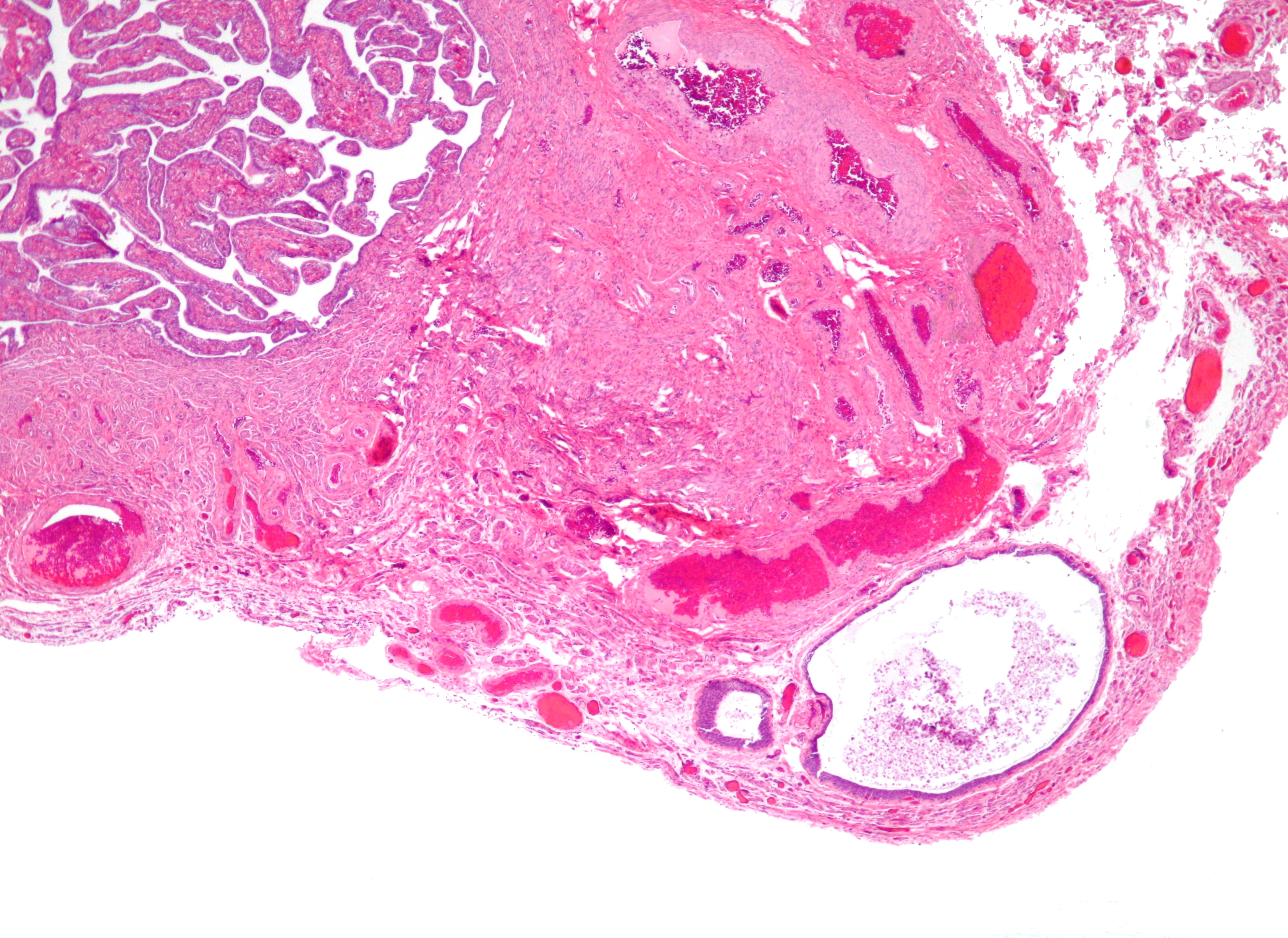

خلية فالتهارد، تُسمى أحيانًا أعشاش خلية فالتهارد، هي مجموعة حميدة من الخلايا الظهارية الأكثر شيوعًا في النسيج الضام لقنوات فالوب، ولكنها تظهر أيضًا في الميزوفيريم وميزوسالبينكس ونقير المبيض.

## الشكل
تظهر كأكياس أو عقيدات بيضاء / صفراء يمكن أن تصل إلى حجم 2 مليمتر. لديهم عادة نواة بيضاوية مع أخدود طويل (على طول المحور الرئيسي) ما يسمى «نواة القهوة».

## المرض
وقد اقترح أن هذه الخلايا هي الأوجاع الوراثية للأورام برينر، وذلك بسبب التشابه النسجي للظهارة من خلايا فالتارد والورم برينر إلى يوروثيليم من المسالك البولية السفلية.
أيضا ، فقد اقترح أن أورام برينر وفالتهارد تقع على عاتق الخلايا يدل على تمايز الظهارة داخل الجهاز التناسلي للأنثى.

## التسمية
تم تسميتها على اسم الطبيب النسائي السويسري ماكس فالتهارد (1867-1933)، الذي قدم وصفاً شاملاً لها عام 1903.